# Солнышко (интернет-портал)
Солнышко — ежедневный познавательно-развлекательный портал для детей, родителей и педагогов, лауреат премии Золотой сайт и премии Рунета.
Проект отсчитывает историю с марта 1999 года, когда в Интернете появился ежемесячный журнал для детей «Солнышко», в сентябре 2001 года на его базе создан детский портал «Солнышко». Первоначально портал работал на домене solnyshko.ee, затем продолжил работу на домене solnet.ee. Основатель проекта, редактор, администратор и веб-мастер — Татьяна Евтюкова.

## Содержание портала
- коллекция праздничных и развивающих стенгазет;
- викторины и конкурсы фотографий, рисунков, поделок, на эрудицию;
- сценарии детских праздников;
- развивающие компьютерные игры, видеоуроки, мультфильмы;
- каталог карнавальных костюмов;
- ежегодные развивающие календари;
- игровые уроки для малышей по географии, химии, физике, экономике и другим предметам;
- копилка педагогического и родительского опыта.

## Награды
- лауреат «Премии Рунета» (2008 г.);
- призёр конкурса «Позитивный контент» (2009 г.);
- дипломант Всероссийского Фестиваля интернет-проектов «Новая реальность» (2006 г.);
- многократный победитель интернет-конкурса «Золотой сайт»;
- Лауреат Национальной Интернет Премии (2002 г.).